# IGROV-1
IGROV-1是一種人類卵巢子宮內膜樣腺癌（ovarian endometrioid adenocarcinoma）細胞系，最初分離自一位47歲的女性卵巢癌患者，而該患者的固有核型正常。IGROV-1細胞可以成為治療人類卵巢癌和進行人類實體瘤生物學研究的合適實驗模型。

## 特徵
若然以單層的方式培養IGROV1細胞，它會表現出20小時的倍增時間和高度的致瘤性。 將2x106IGROV1細胞注射到无胸腺裸鼠中，會在裸鼠的體內引起快速生長的腫瘤，從而導致腹水性腹膜癌變（peritoneal carcinomatosis with ascites），最終裸鼠在2個月內死亡。根據使用光學顯微鏡和電子顯微鏡所作出的判斷，IGROV1細胞的上皮形態在體外和體內傳代過程中都得以保留。IGROV1細胞具有兩個細胞遺傳學標記，即3號染色體的臂內倒置（paracentric inversion），以及2號染色體和5號染色體之間的易位。
在缺乏粘附性基質的情況下，培養出的IGROV1細胞形成了可以與類球體相比的多細胞聚集體，並且21天後發現細胞簇中的一部分細胞仍然保持活力和反復進行增殖。在多細胞聚集體中，玻連蛋白和αv整聯蛋白共定位在細胞間位點，表明它們參與細胞間相互作用。使用抗玻連蛋白和抗αv整聯蛋白封閉抗體，又或者環狀肽cRGDfV可以抑制IGROV1聚集體的形成。在纖連蛋白上的簇分解期間，玻連蛋白的表達持續存在。這些結果證明了IGROV1細胞產生多細胞聚集體的能力，並且指出了該過程的初始步驟中，玻連蛋白/αv整聯蛋白系統的至關重要作用。
因為卵巢癌細胞的細胞遷移對於細胞擴散和對間皮下細胞外基質的入侵至關重要，故而有研究小組通過使用兩種不同的方法對IGROV-1細胞的遷移特性進行研究。該研究小組發現，IGROV-1細胞以整合素依賴性方式朝向玻連蛋白、纖連蛋白、IV型膠原蛋白和層粘連蛋白遷移。當在傷口癒合試驗中評估細胞遷移能力時，僅通過添加外源玻連蛋白去刺激傷口的恢復，並且幾乎完全取決於αVβ3整聯蛋白的功能。另一方面，發現幾種激酶抑製劑阻礙玻連蛋白誘導的IGROV-1細胞的遷移。αVβ3-玻連蛋白的相互作用導致了多種信號傳導途徑的激活，包括蛋白激酶C、磷酸肌醇3-激酶和蛋白酪氨酸激酶（protein tyrosine kinase）的激活。因此，「αVβ3整聯蛋白-玻連蛋白系統」對於IGROV-1細胞等人類卵巢癌細胞的遷移至關重要。

## 研究
部分IGROV-1細胞的亞系值得研究。有研究通過在短時間內或長時間內將IGROV-1細胞暴露於濃度逐漸增加的海鞘素-743（Ecteinascidin-743、ET-743）中，獲得對ET-743耐藥的亞系。該研究小組評價當中最具耐藥性的克隆（Igrov-1/25 ET）的生物學和藥理學表徵。 Igrov-1/25 ET的P-糖蛋白（Pgp）水平升高不是由於MDR1基因的擴增，而是由於信使核糖核酸水平的升高。在Igrov-1/25 ET中未觀察到其他與多藥耐藥相關的蛋白質，例如MRP或LRP的增加。ET-743對Igrov-1/25 ET的IC50值比親本細胞系高約50倍，並且發現在無藥培養基中，Igrov-1/25 ET可以維持至少24個月，並且耐藥性並沒有逆轉。與親代細胞系相比，Igrov-1/25 ET對阿黴素和依託泊苷具有交叉耐藥性，同時又對美法侖（L-PAM）、甲基硝基硝基胍（MNNG）和肉鹼棕櫚醯基轉移酶（CPT）敏感，而對順鉑和奧沙利鉑的敏感度僅稍低於親代細胞系。環孢菌素類似物SDZ PSC-833可以逆轉Igrov-1/25 ET對ET-743的抗性，而SDZ PSC-833對親本IGROV-1細胞的藥物活性則沒有任何增強。Igrov-1/25 ET表現出過度表達mdr-1基因的細胞系的典型特徵，故而在選擇ET-743非交叉抗性類似物，以及研究對抗這種藥物耐藥性的方法可能是有用的工具。

## 外部連結
- Cellosaurus entry for IGROV-1（页面存档备份，存于）